# 古尔图镇
古尔图镇，是中华人民共和国新疆维吾尔自治区塔城地区乌苏市下辖的一个乡镇级行政单位。

## 行政区划
古尔图镇下辖以下地区：
桥牛布拉克村、克孜加尔村、扩克沙拉村、沙尔营村、艾木台村、卡拉布拉克村、赛特尔莫墩村、喀拉巴斯桃村、坎斯瓦提村、托列其村、桐柳村、乌兰叶尔格村、古尔图村、哈哈提村和东达村。